# Maria Michaela Desmaisières

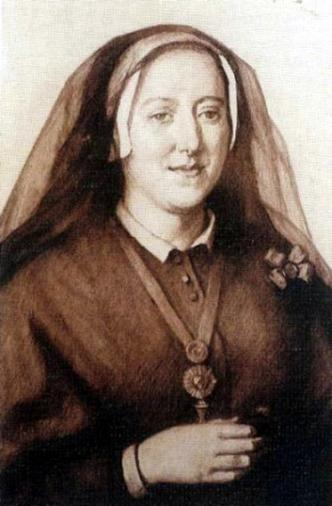

Maria Michaela Desmaisières (mit vollem Namen María de la Soledad Micaela Agustina Antonia Bibiana Desmaissières y López de Dicastillo, Vizcondesa de Jorbalán, * 1. Januar 1809 in Madrid, Spanien; † 24. August 1865 in Valencia, Spanien) war eine spanische Gräfin und Ordensgründerin. Sie ist eine Heilige der katholischen Kirche.

## Leben
Maria Michaela, die aus dem spanischen Hochadel stammte, kümmerte sich schon früh um Bedürftige und lehrte Kindern den Katechismus. 1845 eröffnete sie ein Heim für gefährdete Mädchen und gründete 1856 die Kongregation der „Anbeterinnen und Dienerinnen des allerheiligsten Altarssakraments und der Nächstenliebe“ (Religiosas Adoratrices, Esclavas del Santísimo Sacramento y de la Caridad). Sie wurde 1866 endgültig päpstlich anerkannt. Das Institut widmet sich der Anbetung der eucharistischen Gaben sowie Werken der Nächstenliebe.
Maria Michaela Desmaisières starb an der Cholera, die sie sich bei der Pflege von Kranken zugezogen hatte.

## Seligsprechung und Heiligsprechung
Maria Michaela Desmaisières wurde von Papst Pius XI. 1925 seliggesprochen und 1934 heiliggesprochen. Ihr Gedenktag in der Liturgie ist der 24. August.